# Record date
Record date (deutsch „Nachweisstichtag, Registrierungsdatum“) ist im Aktien- und Wertpapierrecht der Anglizismus für den Nachweis des Aktienbesitzes vor der Hauptversammlung oder der Stichtag für die Dividendenberechtigung.
Nach § 123 Abs. 1 AktG ist die Hauptversammlung mindestens dreißig Tage vor dem Tage der Versammlung durch die Aktiengesellschaft einzuberufen, der Tag der Hauptversammlung wird dabei nicht mitgerechnet. Der Nachweis des Anteilsbesitzes hat sich gemäß § 123 Abs. 4 AktG bei börsennotierten Gesellschaften auf den Beginn des 21. Tages vor der Hauptversammlung zu beziehen („Record date“) und muss der Gesellschaft unter der in der Einberufung hierfür mitgeteilten Adresse mindestens sechs Tage vor der Versammlung zugehen. Der Nachweis durch eine Verwahrstelle muss der Aktiengesellschaft in Textform zugesandt werden (§ 123 Abs. 2 AktG).

## Inhalt
Das Record date bezieht sich auf das Recht des Aktionärs von Inhaberaktien, Stimmrechte auf einer Hauptversammlung auszuüben. Bisher verlangten die Satzungen der börsennotierten Unternehmen regelmäßig eine Hinterlegung der Aktien. Das ist seit November 2005 nicht mehr notwendig, stattdessen wird auf den 21. Tag vor der Hauptversammlung abgestellt. Wenn die Verwahrstelle bescheinigt, dass der Aktionär an diesem Tag im Eigentum der Aktien – durch Verbuchung im Wertpapierdepot – war und sie dies der Aktiengesellschaft spätestens am 7. Tag vor der Hauptversammlung übermittelt, darf er auch sein Stimmrecht ausüben. Werden die Aktien vor der Hauptversammlung wieder verkauft, bleibt das Stimmrecht dessen ungeachtet erhalten. Wer Aktien nach dem Record date kauft, darf folglich an der Hauptversammlung nicht teilnehmen und wer Aktien ab dem Record-Datum kauft erhält keine Dividende.
Bei Namensaktien gibt es kein Record date, weil hierbei die Aktiengesellschaften bis zu sieben Tagen vor der Hauptversammlung die Eintragung des Aktienübergangs im Aktienbuch aussetzen, damit die Teilnahmeberechtigung rechtzeitig feststeht. Auch für Vorzugsaktien ist das ohne Belang, weil sie stimmrechtslos sind.
Der letzte Tag für die Dividendenberechtigung ist der Tag der Hauptversammlung. Auch er wird gelegentlich Record date genannt, was aber in Deutschland unzutreffend ist.

## International
In vielen Staaten bezieht sich das Record date ausschließlich auf die Dividendenberechtigung. So fällt in der Schweiz die Dividendenberechtigung auf das so genannte „Record-Datum“ – in der Regel der Tag nach dem Ex-Dividende-Tag. Am Record-Datum legen Kreditinstitute und die Verwahrstelle SIX SIS der Aktien fest, wer dividendenberechtigt ist. Die Dividende erhält, wer an diesem Tag Aktien besitzt. Findet beispielsweise die Generalversammlung am 21. April statt, so fällt die Ex Dividende-Kursnotierung auf den 23. April, am 24. April ist das Record-Datum und am 25. April folgt die Auszahlung der Dividende.
In Österreich muss eine Aktie spätestens zwei Handelstage vor dem Record-Datum (Nachweisstichtag) gekauft werden. Fällt etwa die Hauptversammlung auf den 11. Mai, liegt der Cum-Tag mit dem letztmöglichen Dividendenanspruch am 14. Mai, das Record-Datum fällt auf den 16. Mai, Zahltag ist der 17. Mai.
In den USA wird das Record Date (auch: englisch Date Of Record) vom Vorstand (englisch Board Of Directors) festgelegt. Der Tag, an dem die Aktie eines Unternehmens mit einem Abschlag in Höhe der Dividende gehandelt wird (englisch Ex-Dividend-Date), wird von der Börse auf einen Geschäftstag vor dem Record Date vorgeschrieben. Die Ausschüttung der Dividende erfolgt zum englisch dividend date.